# Gabriel Fauré
Gabriel Urbain Fauré (Pamiers, 12 mei 1845 – Parijs, 4 november 1924) was een van de belangrijkste Franse componisten van zijn generatie, samen met zijn jongere tijdgenoten Claude Debussy en Maurice Ravel. Fauré is bekend om zijn pianomuziek, kamermuziek en liederen. Tevens heeft hij de Franse religieuze muziek vernieuwd - het Requiem behoort tot zijn bekendste werken. Ook opera's behoren tot zijn oeuvre, maar die hebben geen repertoire gehouden.

## Levensloop
Fauré studeerde aan de kerkmuziekschool van Louis Niedermeyer in Parijs, waar onder anderen Camille Saint-Saëns een van zijn leraren was, waarna hij organist werd, eerst in Rennes en later in verscheidene Parijse kerken. In 1897 werd hij docent compositie aan het Conservatoire national supérieur de musique van Parijs en in 1905 directeur van dit instituut. 
Hij was jarenlang verbonden aan de Parijse Madeleinekerk, eerst als koordirigent, daarna van 1896 tot 1905 als organist-titularis. Hij schreef er onder meer zijn Requiem, dat tot zijn meest uitgevoerde werken behoort. De compositie is opgebouwd rond het overbekende Pie Jesu. In de keuze van de teksten voor zijn requiem was hij kieskeurig. De hardste woorden, met name het 'Dies Irae' (dag des oordeels) liet hij weg. Zijn opvattingen over de dood waren niet gitzwart. "Het is een vreugdevolle bevrijding, een verlangen naar geluk aan de andere kant van het graf, eerder dan een pijnlijke ervaring". Die hoopvolle, harmonische toon is in zijn Requiem duidelijk merkbaar.

## Stijl
In zijn composities zocht hij naar een evenwicht tussen romantische gevoeligheid en strenge compositieregels om te komen tot een eigen stijl, een compromis tussen muzikale taal en vormgeving.
De thematiek, melodiek en harmoniek van het gregoriaans hielp hem zijn gevoel voor romantische hopeloosheid en overdaad te bedwingen. Zijn muziek is vooral ingetogen en fijnzinnig. Hij schreef vooral voor kleine bezettingen.

## Leerlingen
Tot Faurés leerlingen behoorden Florent Schmitt, Maurice Ravel, George Enescu, Nadia Boulanger, Charles Koechlin, Louis Aubert, Paul Ladmirault, Alfredo Casella, Henry Février en Jean Roger-Ducasse.

## Composities (selectie)

### Werken voor orkest
- Ballade in Fis-groot voor piano en orkest (1881), op. 19 (oorspronkelijk voor piano solo)
- Pavane op. 50 (1887)
- Pelléas et Mélisande orkestsuite, op. 80 (1898)
  1. Prelude
  2. Fileuse
  3. Sicilienne
  4. Mort de Mélisande
- Fantaisie G-groot voor piano en orkest (1918), op. 111
- Masques et Bergamasques orkestsuite, op. 112 (1919)
- Elégie voor cello en orkest
- Intégrale voor orkest

### Werken voorharmonieorkest
- Chant funéraire op. 117

### Missen en geestelijke muziek
- Messe de Requiem op. 48, voor sopraan, bariton, gemengd koor en orkest (1888; versie voor groot orkest, 1899)
- Cantiques, waaronder Cantique de Jean Racine voor gemengd koor en orgel (1864; versie met orkest 1875)
- Messe brève avec orgue (1907)

### Muziektheater

#### Opera's
| Voltooid in | titel                   | aktes      | première                                    | libretto                               |
| ----------- | ----------------------- | ---------- | ------------------------------------------- | -------------------------------------- |
| 1879        | Barnabé                 | onvoltooid | niet uitgevoerd                             |                                        |
| 1900        | Prométhée               | 3 aktes    | 27 augustus 1900, Béziers, Openluchttheater | Jean Lorrain en André Ferdinand Hérold |
| 1907-1912   | Pénélope                | 3 aktes    | 4 maart 1913, Monte Carlo, Opéra            | René Fauchois naar Homerus' Odysseia   |
| 1869/1919   | Masques et bergamasques |            | 10 april 1919, Monte Carlo                  | René Fauchois naar Maurice Maeterlinck |

#### Toneelmuziek
- Caligula, theatermuziek (1888)
- Shylock, theatermuziek (1889)
- Pelléas et Mélisande, de theatermuziek onverkort (1898)

### Vocale muziek met orkest of instrumenten
- Deux mélodies op. 4 (1870-’72): La Chanson du pêcheur (Lamento) - Lydia
- Trois mélodies op. 7 (1870-’77), waaronder Après un rêve
- Cinq mélodies (Mélodies de Venise), op. 58 (1891) liederen op tekst van Paul Verlaine
- La bonne chanson op. 61 (1892-1894), negen liederen op tekst van Paul Verlaine
- La Chanson d'Ève op. 95 (1906-1910), tien liederen op tekst van Charles van Lerberghe
- L’Horizon Chimérique (1921) een liederenreeks op tekst van Jean de la Ville de Mirmont

### Kamermuziek
- Deux Sonates voor piano en viool (1875 en 1917)
- Berceuse voor viool of cello, en piano (1879)
- Fantaisie voor fluit en piano (1898)
- Morceau de concours, voor fluit en piano
- Morceau de concours, voor viool en piano (1903)
- Deux Sonates voor cello en piano (1917 en 1921)
- Quintettes voor piano en strijkkwartet nº 1 en 2 (1905 en 1921)
- Quatuors voor piano en strijkers nº 1 en 2 (1879 en 1886)
- Trio voor piano, viool en cello (1922-1923)
- Quatuor à cordes (1924)

### Werken voor piano
- Romances sans paroles op. 17 (3 stuks, circa 1863)
- Treize Nocturnes (1875-1921)
- Treize Barcarolles (1881-1913)
- Six Impromptus (1881-1910)
- Quatre Valses-Caprices (1882-1894)
- Dolly (1893-1896) (suite, à quatre mains) - georkestreerd door Henri Rabaud
- Thema & variaties in cis-klein, op. 73 (1895)
- Huit Pièces brèves (1899-1902)
- Neuf Préludes (1909-1910)

## Publicaties
- Gabriel Fauré: Correspondance, présentée et annotée par J.M. Nectoux. - Paris: Flammarion, 1990. (Coll. Harmoniques)
- Inédits. Deux lettres de Fauré à Emmanuel Chabrier, présentée et annotée par J.M. Nectoux: in: Association des Amis de Gabriel Fauré, Bulletin, n° 13, 1976, p. 17-18.
- Cinq lettres inédites de G. Fauré à son fils Emmanuel, présentée et annotée par J.M. Nectoux: in: Association des Amis de Gabriel Fauré, Bulletin, n° 9, 1972, p. 6-10.

### Over Gabriel Fauré

#### Boeken
- Jean-Michel Nectoux, Roger Nichols: Gabriel Fauré: A Musical Life, Cambridge University Press, 2004. 646 p., ISBN 978-0-521-61695-9
- Jean-Michel Nectoux: Gabriel Fauré. Les voix du clair-obscur, 2e édition revue, Paris: Fayard, 2008, 844 p., ISBN 978-2-213-63547-7
- Jean-Michel Nectoux: Gabriel Fauré. Les voix du clair-obscur, Paris : Flammarion, 1990, 616 p. (Prix Bernier de l'Institut, Prix Charles Cros du livre musical) ; traduction anglaise (Roger Nichols) : Gabriel Fauré, a musical Life, Cambridge : Cambridge University Press, 1991, 646 p.; traduction japonaise : Tokyo, Shin Hyoron, 2000, 916 p.
- Jean-Michel Nectoux: Fauré. Paris : Éditions du Seuil, 1995 (Coll. Microcosme ; Solfèges). ISBN 2-02-023488-2; trad. japonaise, Tokyo : Shyn Hyoron, 1990, 284 p.
- Jean-Michel Nectoux: Gabriel Fauré, catalogue d’exposition, Paris : Bibliothèque nationale, 1974, 35 p. ; trad. portugaise, Lisbonne Fondacao Calouste Gulbenkian, 1974, 35 p.
- Edward R. Phillips: Gabriel Fauré: A Guide to Research, New York: Garland Publishing, 2000. 429 p., ISBN 0-8240-7023-2
- Timothy LeVan (Le Van): Masters of the French Art Song : translations of the complete songs of Chausson, Debussy, Duparc, Faure and Duparc, Metuchen, N.J.: Scarecrow Press, 1991, 445 p., ISBN 978-0-810-84212-0
- Robert Orledge: Gabriel Faure, New York: Da Capo Press, 1982, 367 p., ISBN 978-0-903-87340-6

#### Proefschriften
- Margaret Ann Kennedy: The effect of structure upon the performance interpretation of "La chanson d'Eve" by Gabriel Faure, Indiana (Bloomington). 1984. dissertation
- Gail Hilson Woldu: Gabriel Faure as director of the Conservatoire National de Musique et de Declamation, 1905-1920, Yale University. 1983. dissertation
- Margaret Louise Barshell: Gabriel Faure: A biographical study and a historical style analysis of his nine major chamber works for piano and strings, Ball State (Muncie, Indiana). 1982. dissertation
- Charles Francis Navien: The harmonic language of "L'horizon chimorique" by Gabriel Faure (France), Connecticut (Storrs). 1982. dissertation
- Zdenek Denny Skoumal: Aspects of structure in Gabriel Faure's "Le jardin cbs" and related works, British Columbia (Vancouver). 1982. dissertation
- Richard Henry Crouch: The nocturnes and barcarolles for solo piano of Gabriel Fauré, Catholic University of America (Washington, D.C.). 1980. dissertation
- Joseph Anthony Valicenti: The Thirteen Nocturnes of Gabriel Fauré, Miami. 1980. D.M.A. dissertation, 108 p.
- Earl Keithley Scott: The requiem by Gabriel Faure - A conductor's analysis for performance, Indiana (Bloomington). 1980. dissertation
- Martine Portelle: Le thème de la mort dans les melodies de Gabriel Fauré, Sorbonne (Paris). 1980. dissertation, 105 p.
- Jean-Michel Nectoux: Gabriel Fauré et le théâtre, de la musique de scène au drame lyrique, thèse pour le Doctorat d'Etat, Université de Paris-Sorbonne, Vol. 1.2, 1980, 520 p.
- James H. Winter: Gabriel Fauré, Master of Music Thesis, Northwestern University, 1947

#### Artikelen
- Jean-Michel Nectoux: Fauré : Voice, Style, Vocality dans Tom Gordon (éd. et traducteur), Regarding Fauré, Amsterdam : Gordon and Branch, 1999, p. 370-402.
- Jean-Michel Nectoux: Tous écoutent la parole du maître : Gabriel Fauré et ses élèves dans Alain Poirier, Anne Bongrain et Marie-Hélène Coudroy-Saghaï (éd.), Deux cents ans de pédagogie au Conservatoire 1795-1995, Paris : Buchet et Chastel, 1999, p. 345-360.
- Jean-Michel Nectoux: Gabriel Fauré au Conservatoire de Paris : une philosophie pour l’enseignement dans Anne Bongrain et Yves Gérard (éd.), Le Conservatoire de Paris, 1795-1995, Paris : Buchet et Chastel, 1996, p. 219-234.
- Jean-Michel Nectoux: Texte et musique chez Fauré : un art de la sonorité dans Claire Mussat-Lemoigne, Jean Mongrédien et Jean-Michel Nectoux (éd.), Échos de France et d’Italie, Liber amicorum Yves Gérard, Paris : Buchet et Chastel/Société française de musicologie, 1997, p. 291-302.
- Jean-Michel Nectoux: Le "Pelléas" de Fauré, in: Revue de musicologie, vol. LXVII, n° 2, 1981, p. 169-190.
- Jean-Michel Nectoux: Gabriel Fauré, Henry Prunières et la Revue musicale, Études fauréennes, Bulletin de l’association des Amis de Gabriel Fauré, n° 17, 1980, p. 17-24.
- Jean-Michel Nectoux: Gabriel Fauré et l’esthétique de son oeuvre théâtral, in: Revue musicale de Suisse Romande, n° 33, mai 1980, p. 50-59.
- Jean-Michel Nectoux: Debussy et Fauré, in: Cahiers Debussy, nouvelle série, n° 3, 1979, p. 13-30.
- Jean-Michel Nectoux: Charles Koechlin et Henri Busser témoins du "Prométhée" de Fauré aux arènes de Béziers, in: Association des Amis de Gabriel Fauré, Bulletin, n° 16, 1979, p. 7-19.
- Jean-Michel Nectoux: Manuscrits de Gabriel Fauré au Département de la Musique, in: Bulletin de la Bibliothèque Nationale, vol. 4, n° 1, mars 1979, p. 3-7.
- Jean-Michel Nectoux: Albéniz et Fauré, in: Travaux de l’Institut Latino Américain de Strasbourg, n° 16-17, 1976-1977, p. 159-186.
- Jean-Michel Nectoux: Les orchestrations de Gabriel Fauré. Légende et vérité, in: Revue musicale suisse, vol. 115, n° 5, septembre-octobre 1975, p. 243-249.
- Gail Hilson Woldu: Gabriel Faure - Directeur du conservatoire: les reformes de 1905, in: Revue de Musicologie. 70 (1984), S. 199-228.
- J. Barrie Jones: Faure's performance practice, in: Tempo. 151 (1984), S. 32-35.
- Denise Boneau: Genesis of a trio - The Chicago manuscript of Faure's Opus 120, in: Current Musicology. 35 (1983), S. 19-33.
- Charles Koechlin: Gabriel Faure, Plan-de-la-Tour: Ed. d'Aujourd'hui 1983. 232 S. Reprod. en fac.-sim. de l'éd. de Paris, F. Alcan, 1927
- S.M. Sigitov: Gabriel' Fore, Moskva: Sov. kompozitor - Zarubeanaja muzyka. Mastera 20. veka, 1982. 280 S.
- Aristide Wirsta: Un autographe inédit de Gabriel Fauré, in: Michel Huglo: Les Sources en musicologie. Paris, Centre National de la Recherche Scientifique, 1981. S. 165-167.
- Daniel Wiseman: Gabriel Fauré and the French Musical Renaissance, in: Contemporary Review, 127, 1927. pp. 333-340
- William C. Rorick: The A major violin sonatas of Faure and Franck - A stylistic comparison, in: The Music Review. 42 (1981), S. 46-55.
- Georges Pioch: Gabriel Fauré et "Proéthée", in : Musica. 7(1908)65, p. 24-25.
- Theo Hirsbrunner: Zum Liedschaffen von Gabriel Fauré und Claude Debussy, Wort-Ton-Verhältnis. Wien 1981. S. 101-108.
- Marie-Claire Beltrando-Patier: L'impressionnisme dans les melodies de Gabriel Fauré, in: RIMF Revue internationale de musique française. 2 (1981), No. 5, S. 75-80.
- Ekkehart Kroher: Er schrieb für die Zukunft und zählt heute zu den Vergessenen der Vergangenheit. Gabriel Fauré - Ein Wegbereiter der neuen französischen Musik, in: Musik und Medizin. 1981, H. 19. S. 75-78, 81 u. 84.
- Emile Lelouch: Le langage impressioniste de Fauré dans son Requiem, in: RIMF Revue internationale de musique française. N° 5, juin 1981 S. 73-74.
- Marguerite Long: Au piano avec Gabriel Fauré, Paris: R. Julliard, 1963.

### Enkele algemene naslagwerken
- Annegret Fauser: Der Orchestergesang in Frankreich zwischen 1870 und 1920, Regensburg: Laaber, 1994, 380 p., ISBN 978-3-890-07291-3
- Serge M. Zuber: Musique d'un siècle à Genève 1893-1993 - Association des artistes musiciens de Genève (AAMG), Genève: Editions Ariana, 1993, 149 p.
- Martial Leroux, Christine Farge-Houssin, Sylvie Louvet, Ingrid Regitz, Guy Bordelais, Henri Lacouche, Martin Guérin: Histories musicales des Hauts-de-Seine, Chatillon, La Couronne d'Euterper, 1993, 490 p.
- Jean-Michel Nectoux: Notes sur les spectacles musicaux aux arènes de Béziers, 1899-1910 dans 150 ans de Musique française, 1789-1939, Arles : Actes-Sud/Biennale de la Musique française, 1991, p. 151-157.
- Paul E. Bierley, William H. Rehrig: The heritage encyclopedia of band music : composers and their music, Westerville, Ohio: Integrity Press, 1991, ISBN 0-918048-08-7
- Roland de Cande: Les chefs-d'oeuvre de la musique: Tome 2. de Rossini à Berg : anthologie, Paris: Seuil, 1990, 534 p.
- Kristine Klopfenstein Fletcher: The Paris Conservatory and the contest for solo bassoon, Bloomington, Indiana: Indiana University Press, 1987, 142 p.
- Christian Doumet, Claude Pincet: Les musiciens français, Rennes: Editions Ouest France, 1982, 438 p., ISBN 978-2-858-82420-5